# Hubert Fischer
Hubert Fischer (* 4. Januar 1920 in Mannheim; † 7. Februar 1945 Kelsberg bei Œting, Frankreich) war ein deutscher Fußballspieler.

## Karriere
Fischer gehörte dem SV Waldhof Mannheim als Torwart an, für den er von 1938 bis 1945 in der Gauliga Baden, in einer von zunächst 16, später auf 23 Gauligen zur Zeit des Nationalsozialismus als einheitlich höchste Spielklasse im Deutschen Reich, Punktspiele bestritt.
Am Ende seiner Premierensaison gewann er mit seiner Mannschaft die Gaumeisterschaft. In der Folgesaison, in der die Gauliga Baden in drei Gruppen aufgeteilt war, ging er mit seiner Meisterschaft als Meister aus der Gruppe Nordbaden hervor, wie auch aus der sich anschließenden Endrunde um die Gaumeisterschaft Baden. Diese beiden Erfolge vermochte seine Mannschaft auch am Ende der Saison 1941/42 und 1943/44 zu wiederholen. 1945 gewann er mit seiner Mannschaft letztmals die Meisterschaft im Gau Baden.
Trotz der regionalen Erfolge kam er lediglich in der Endrunde um die Deutsche Meisterschaft 1939/40 zum Einsatz. Die Meisterschaft wurde in vier Gruppen zu je drei bzw. vier Mannschaften ausgetragen, aus der die jeweiligen Sieger die beiden Halbfinalspiele bestritten. Er bestritt zunächst alle sechs Spiele der Gruppe 4, schloss diese mit seiner Mannschaft als Sieger ab und zog mit ihr ins Halbfinale ein. In diesem unterlag der SV Waldhof Mannheim am 14. Juli 1940 in Stuttgart dem FC Schalke 04 mit 1:3. Er bestritt daraufhin auch die beiden Spiele um Platz 3. Da die erste Begegnung mit dem SK Rapid Wien am 21. Juli mit dem Ergebnis von 4:4 nach Verlängerung keinen Sieger hervorgebracht hatte, wurde diese Begegnung eine Woche später wiederholt und mit 2:5 verloren.
In dem seit 1935 neu geschaffenen Pokalwettbewerb für Vereinsmannschaften um den Tschammerpokal, kam er 1939 in zwei und 1941 in drei Spielen zum Einsatz. Sein Debüt gab er am 14. April 1940 im Wiederholungsspiel des zuvor gegen den SC Wacker Wien mit 1:1 nach Verlängerung geendeten Halbfinales. Der Einzug ins Finale wurde nach dem torlosen Unentschieden nach erneuter Verlängerung per Losentscheid zugunsten seiner Mannschaft entschieden. Das am 28. April 1940 im Berliner Olympiastadion ausgetragene Finale endete mit der 0:2-Niederlage gegen den 1. FC Nürnberg. Sein letztes von drei Pokalspielen endete am 24. August 1941 mit der 0:1-Achtelfinal-Niederlage gegen den SK Admira Wien.

## Erfolge
- Tschammerpokal-Finalist 1939
- Gaumeister Baden 1939, 1940, 1942, 1944, 1945
- Gaumeister Nordbaden 1940, 1942, 1944